# Henry Lucien de Vries

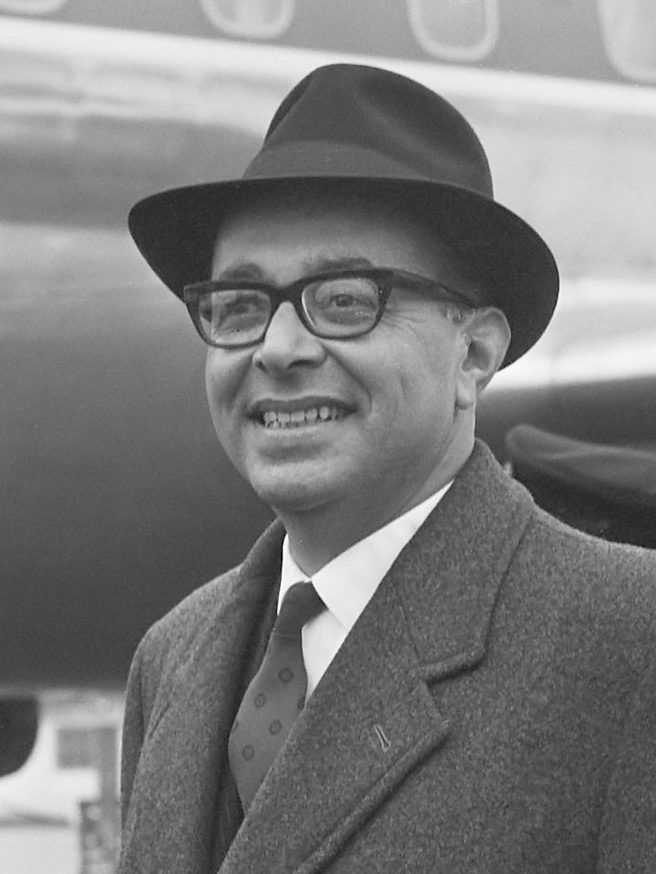
Henry Lucien de Vries (1966)

Henry Lucien (Hein) de Vries (Paramaribo, 12 december 1909 – Leiden, 6 april 1987) was een Nederlands-Surinaams politicus en ondernemer.
Zijn vader, Henry Juriaan de Vries, begon in 1903 een kleine levensmiddelenwinkel aan de Saramaccastraat te Paramaribo. Toen Hein de Vries 7 jaar was, overleed zijn moeder waarna zijn vader in 1921 genaturaliseerd werd tot Nederlander. De kunstenaar Erwin de Vries is een halfbroer van De Vries. Hij heeft Economie gestudeerd aan de Nederlandse Economische Hogeschool (NEH; voorloper van de Erasmus Universiteit) te Rotterdam en Rechten aan de Universiteit van Amsterdam. Bovendien heeft hij een officiersopleiding gevolgd aan de Britse Koninklijke Militaire Academie Sandhurst.
Voor de Tweede Wereldoorlog werkte De Vries enkele jaren in de winkel van zijn vader. Tijdens die oorlog was hij officier bij de Prinses Irene Brigade. In die tijd bracht hij regelmatig een bezoek aan Oranjehaven, waar Engelandvaarders bijeen kwamen en waar Kaatje (Cathy) Peters werkte. Op 11 juni 1945 trouwde hij in Leeuwarden met haar; ze kregen twee zonen.
In 1946 ging De Vries werken bij De Surinaamsche Bank, destijds de circulatiebank van Suriname, waar hij opklom tot lid van de directie. Later dat jaar benoemde de gouverneur hem tot lid van de Staten van Suriname. Mr. drs. De Vries volgde in 1947 Frederik Lim A Po op als voorzitter van de Staten van Suriname. In 1948 werd in Suriname het algemeen kiesrecht ingevoerd en in januari 1949 stapte De Vries op als lid en voorzitter van de Staten van Suriname. De Vries werd nog datzelfde jaar Gecommitteerde van Surinaamse zaken in Nederland wat hij zou blijven tot 1961. In 1957 was zijn vader waarnemend gouverneur van Suriname.
In 1961 ging hij werken bij de bauxietmaatschappij Suralco waar hij van april 1962 tot februari 1965 directeur-beheerder was.
De 75-jarige Archibald Currie werd in 1964 op eigen verzoek eervol ontslag verleend als Gouverneur van Suriname waarna François Haverschmidt tot waarnemend Gouverneur werd beëdigd. In februari 1965 volgde De Vries hem op als gouverneur. Ruim drie jaar later volgde Johan Ferrier hem in die functie op.
Later was De Vries nog lid van het bestuur van zowel Sticusa (Stichting voor Culturele Samenwerking met Suriname en de Nederlandse Antillen) als de Stichting tot bevordering van investeringen in Suriname.
De Vries overleed in 1987 op 77-jarige leeftijd.
Zijn zoon Hein is onder andere ambassadeur in Teheran geweest.